# Чёрная (приток Клязьмы)
Чёрная — река в Камешковском районе Владимирской области России. Устье находится в 213 км по правому берегу реки Клязьма. Длина — 17 км. Площадь водосборного бассейна — 122 км².

## Данные водного реестра
По данным государственного водного реестра России относится к Окскому бассейновому округу, водохозяйственный участок реки — Клязьма от города Орехово-Зуево до города Владимира, речной подбассейн реки — Ока ниже впадения реки Мокши. Речной бассейн реки — Ока.
Код объекта в государственном водном реестре — 09010300912110000032950.